# Барон, Сало Уиттмайер
Сало Уитмайер Барон (англ. Salo Wittmayer Baron; 26 мая 1895, Тарнув — 25 ноября 1989, Нью-Йорк) — американский и австрийский историк, один из основателей школы иудаики в США, автор монументального труда «Социальная и религиозная история евреев».

## Биография
Сало Барон родился в галицийском Тарнуве (сов. Польша), бывшем тогда частью Австро-Венгерской империи. Отец Барона был владельцем банка и главой еврейской общины города. Родным языком Барона был польский — всего он знал двадцать языков, включая идиш, библейский и современный иврит, французский и немецкий, и был известен тем, что мог читать научные лекции на пяти языках. Барон получил образование в Еврейской теологической семинарии в Вене в 1920 году и три докторские степени в Венском университете — по философии в 1917 году, по политическим наукам в 1922 году и в области права в 1923 году. Он начал свою преподавательскую деятельность в Еврейском учительском институте в Вене в 1926 году, но вскоре переехал в Соединённые Штаты. В 1929 году Барон получил должность профессора еврейской истории и литературы в Колумбийском университете. С 1950 года Барон руководил Центром изучения Израиля и иудаики при Колумбийском университете. В 1964 году он был избран членом Американской академии искусств и наук. В дополнение к своей научной работе Барон активно участвовал в организационных усилиях по поддержанию и укреплению еврейской общины в США как до, так и после Второй мировой войны. Сало Барон считается одним из основоположников научной иудаики в США.
После Второй мировой войны Барон руководил фондом «Jewish Cultural Reconstruction, Inc.», созданном в 1947 году для учёта и распределения бесхозного еврейского имущества в американской зоне оккупации Германии. В 1947—1952 гг. сотни тысяч книг, архивов и религиозных предметов были распределены в библиотеках и музеях, главным образом, в Израиле и Соединённых Штатах. 24 апреля 1961 года профессор Барон выступал на суде над Адольфом Эйхманом в Иерусалиме. Родители и сестра Барона погибли в ходе Холокоста.
Сало Барон умер в Нью-Йорке в возрасте 94 лет. В его честь была создана кафедра еврейской истории, культуры и общества при Колумбийском университете.

## Научные работы
- The Jewish Community (3 vols., 1942)
- Jews of the United States, 1790—1840: A Documentary History (ed. with Joseph L. Blau, 3 vols., 1963)
- A Social and Religious History of the Jews (18 vols., 2d ed. 1952—1983)